# A.F. Brady
A.F. Brady, född i New York, är en amerikansk författare. Hon är bosatt i New York där hon arbetar inom mentalsjukvård. Hennes debutroman The Blind utgavs 2017 av bokförlaget Harlequin.